# 小行星4539
小行星4539（4539 Miyagino）是一颗围绕太阳公转的小行星。1988年11月8日，小石川正弘在仙台市发现了此天体。
該小行星以日本宮城縣仙台市宮城野區命名。
这颗小行星的绝对星等为109.01286等。